# Little Italy (Baltimore)
Little Italy est un quartier de la ville de Baltimore, dans le Maryland (États-Unis).
Situé à l'est de l'Inner Harbor, c'est l'un des quartiers possédant le plus de restaurants de la ville. Il tient son nom de l'afflux important d'immigrés italiens qu'il connut au cours du XIXe siècle et au début du XXe siècle. Aujourd'hui, le quartier continue à regrouper une forte communauté italo-américaine.